# テディ・ボーイ
「テディ・ボーイ」（Teddy Boy）は、ポール・マッカートニーの楽曲である。1970年に発売されたソロ・デビュー・アルバム『マッカートニー』に収録された。『ボストン・グローブ』紙のアーニー・サントスオッソは、「未亡人と成長した息子との親密な関係が、彼女の新しい恋愛対象によって破壊される様子」を描いた曲としている。
1969年1月に行われたゲット・バック・セッションで取り上げられた楽曲の1つであったが、当時の音源は未発表のままとなっている。

## 背景・曲の構成
マッカートニーは、ビートルズが1968年にインドを訪れた際に「テディ・ボーイ」を作曲した。1970年にマッカートニーは、本作について「インドで書き始めて、スコットランドやロンドンで完成させたもう1つの曲。映画『Get Back』のために録音したけど、結局使われなかった」と語っている。
「テディ・ボーイ」のキーはDメジャーで、アコースティック・ギターで演奏される4小節のイントロから始まる。1拍ごとにオープン・ポジションのDコードを鳴らし、次の小節に入る前のオフビートでAコードを弾いている。

## レコーディング

### 1969年1月
1969年1月9日、マッカートニーは他のメンバーに初めて本作を聴かせた。1月24日に初めて本作がセッションで取り上げられ、幾度かテイクを重ねて録音している。
このセッションでは、ギターのフィードバック奏法が複数含まれている。また、あるテイクでは、ジョン・レノンが「ド-シ-ソ」とスクウェアダンスのステップを連呼しているが聴こえるが、これについて音楽学者のウォルター・エヴェレットとビートルズの歴史家であるマーク・ルイソンは「レノンがこの曲に飽きていたから」としている。音楽評論家のイアン・マクドナルドは、本作のレコーディングを行おうとした試みについて「レノンの一連のパロディのしゃべりによって妨害された」と述べている。マクドナルドは、楽曲について「迷惑なほど気まぐれな小曲で、注目すべき点はDメジャーからF♯メジャーへの転調くらいだ」と評している。
その後、1月28日と29日のセッションで再びレコーディングが行われた。

### 1969年12月 - 1970年2月
マッカートニーは、キャベンディッシュ・アベニューにある自宅で、「テディ・ボーイ」のレコーディングを行った。マッカートニーは、1969年のクリスマス頃にアルバムの制作を開始。ミキシング・コンソロールやVUメーターもない中、届いたばかりのスチューダー社の4トラック・テープ・レコーダーを使用してレコーディングを行った。マッカートニーは、自身のホーム・レコーディング時のセットアップを「スチューダーと1本のマイク、そして勇気」と説明している。
1970年2月12日にまでにベーシック・トラックの録音を終えたマッカートニーは、そのテープをモーガン・スタジオに持ち込んだ。このテープは4トラック・テープから8トラック・テープに移され、テープには雑音が入っていた。モーガン・スタジオで、マッカートニーはドラム、バスドラム、ハンドクラップをオーバー・ダビングして完成させた。

## リリース・評価

### ビートルズによる演奏
ビートルズは、レコーディング・エンジニアのグリン・ジョンズに1969年1月に録音したテープのミキシングを依頼。ジョンズは、アルバム『ゲット・バック』の最初のミキシングのために、1月24日に録音したテイク2を採用。ダグ・サリピーとレイ・シュヴァイクハートは、ジョンズのこの判断について「エンジニア側の悪い判断」と見ている。ジョンズは、1969年3月10日にオリンピック・スタジオで本作のステレオ・ミックスを作成した。この時のミックスは、『Hot as Sun』や『Kum Back』などの海賊盤で流通した。1969年10月、アーニー・サントスオッソはこのミックスを入手し、本作について『ボストン・グローブ』紙にレビューを寄稿し、「『Mama, Don't Worry, Your Teddy Boy's Here』は、スクウェアダンスの掛け声と巧みなギターのコード・チェンジを伴ったテーマを繰り返している」と書いている。映画『レット・イット・ビー』には、ビートルズが本作を演奏するシーンが含まれていないため、ジョンズは2回目のミキシングの際に本作を収録曲から外し、代わりに「アクロス・ザ・ユニバース」と「アイ・ミー・マイン」の2曲を加えた。ルイソンは、「1970年1月4日にマッカートニーが、自分のソロ・アルバムのために再録音しようとしていることをジョンズに伝えた可能性もある」と述べている。
2回におよぶジョンズのミキシングに対するビートルズの不満から、レノンは『ゲット・バック』のテープをフィル・スペクターに渡した。ジョンズはアルバム『ゲット・バック』の収録曲から「テディ・ボーイ」を外していたが、スペクターはエンジニアのピーター・ブラウンとロジャー・フェリスの助けを借りて、1970年3月25日に未編集（演奏の短縮などをしていない）のままのミックスと、7分30秒もある演奏を3分10秒に短縮したミックスの2種類のミックスを作成した。このミックスについて、サリピーとシュヴァイクハートは「台無しになったバージョン」と評しているが、公式には未発表のままとなっている。1996年に発売された『ザ・ビートルズ・アンソロジー3』に収録された「テディ・ボーイ」は、1月28日に録音されたテイクに、1月24日のテイクの一部を組み合わせたミックスとなっている。

### ポール・マッカートニーによる演奏
『シカゴ・トリビューン』紙でのアルバムのレビューで、ロブ・ベイカーは「『テディ・ボーイ』は、マッカートニーが普段うまくやっている物語調の楽曲の悪い例として存在している」と評している。『ザ・モーニング・コール』紙のジャレッド・ジョンソンは「海賊盤で聴いたビートルズの演奏には『実体、力強さ、説得力』があったが、完成品はより洗練されているものの、浅くて奥行きがなく忘れ去られてしまうおそれがある」と評している。サントスは、本作について「未亡人となった母親が再び恋に落ちるという親離れを描いている。繰り返されるリフレインがこの曲の根幹をなしている」と述べている。

## クレジット
『マッカートニー』収録テイク
- ポール・マッカートニー - リード・ボーカル、ギター、ベース、ドラム
- リンダ・マッカートニー - バッキング・ボーカル

『ザ・ビートルズ・アンソロジー3』収録テイク
- ポール・マッカートニー - ボーカル、アコースティック・ギター
- ジョン・レノン - ボーカル
- ジョージ・ハリスン - リードギター
- リンゴ・スター - ドラム